# Скорнево (Кимрский район)
Скорнево — деревня в Кимрском районе Тверской области.
Входит в состав Красновского сельского поселения. До 2006 года входила в состав Лосевского сельского округа.
Расположена в 60 километрах к северо-западу от города Кимры, на автодороге «Кушалино — Горицы — Кашин», здесь к ней примыкает автодорога «Ильинское — Печетово — Скорнево». Главная улиц деревни идёт с юга на север от Кашинского шоссе до реки Медведицы.
Ближайшие населённые пункты: деревня (бывшее село) Лосево в 1,5 км к югу и деревня Верхняя Троица (Кашинский район) в 6 км к востоку.
Население по переписи 2002 года — 17 человек, 9 мужчин, 8 женщин.

## История
По данным 1859 года владельческая деревня Скорнево имела 30 жителей при 4 дворах. Во второй половине XIX — начале XX века деревня Скорнево относилась к Лосевскому приходу Яковлевской волости Корчевского уезда Тверской губернии. В 1887 году 7 дворов, 41 житель.
В 1929—1963 годах деревня Скорнево относилась к Горицкому району (с 1935 года в составе Калининской области).
В 1996 году — 9 хозяйств, 16 жителей.